# Reinsdorf (Szászország)
Reinsdorf település Németországban, azon belül Szászország tartományban. Lakosainak száma 7253 fő (2023. december 31.).

## Népesség
A település népességének változása:
| Lakosok száma | 7479 | 7442 | 7303 | 7282 | 7253 |
|               | 2017 | 2019 | 2021 | 2022 | 2023 |